# Itamar Siani
Itamar Siani (ur. 1941 w Sanie) – izraelski malarz.

## Życiorys
Urodził się w Sanie, w rodzinie jemeńskich Żydów. W 1949 roku, po śmierci ojca, wraz z matką i trzema braćmi wyemigrował do Izraela. Studiował na Goldsmiths College Uniwersytetu Londyńskiego oraz u artystów, takich jak Marcel Janco, Moshe Mokadi, Zvi Meirovitz, Ja’akow Agam czy Josef Schwarzman.
Tematem jego obrazów jest folklor, zwyczaje religijne, portrety Jemeńczyków. Posługuje się techniką olejną w pełnej kolorystyce. Jego prace wystawiane były w Izraelu, Wielkiej Brytanii, Hiszpanii, a także Polsce.